# Кокса
Кокса — річка у Росії, ліва притока Катуні (басейн Обі), тече Республіці Алтай.

## Фізіографія
Кокса утворюється в Алтайських горах на заході від Коксуйського хребта злиттям річок Нічна (зліва) і Хайдун (справа); це місце знаходиться на висоті 1166 м на заході Республіки Алтай в південній частині Усть-Канського району, неподалік від кордону з Казахстаном. Річка Нічна тече з північного заходу з західного схилу Коксуйського хребта; річка Хайдун тече з півдня, утворюючись на схилі хребта Холзун; обидва хребта лежать на кордоні Росії з Казахстаном.
Від витоку тече переважно у західному — південно-східному напрямку у вузькій гірській долині; русло місцями звивисте, з багатьма порогами і перекатами. Береги покриті хвойним лісом.
Кокса впадає у верхню Катунь на висоті 957 м над рівнем моря біля райцентру Усть-Кокса в місці, де Катунь міняє напрямок з північного на західний. У гирлі має 80–100 м завширшки і глибину до 2 м; швидкість плину 1,4 м/с.
Найбільші притоки: Абай, Юстік, Красноярка, Тюгурак — ліві, Карагай і Банна — праві.

## Гідрологія
Довжина річки 150 км, площа басейну 5 600 км². Середньорічний стік, виміряний за 2 км від гирла біля села Усть-Кокса у 1945–2000 роках, становить 84,5 м³/с. Багаторічний мінімум стоку спостерігається у лютому (14,7 м³/с), максимум — у травні (242 м³/с). За період спостережень абсолютний мінімум місячного стоку (3.4 м³/с) спостерігався у лютому 1982, абсолютний максимум (411 м³/с) — у червні 1954 року.

## Інфраструктура
Виток Кокси знаходиться у південній частині Усть-Канського району Республіки Алтай. Невдовзі після витоку річка потрапляє до Усть-Коксинського району. Протягом приблизно 10 км по річці проходить кордон між двома районами. Решта Кокси лежить в межах Усть-Коксинського району, районний центр якого — село Усть-Кокса — розташований на березі річки при її впадінні в Катунь. Інші населенні пункти на річці: — Банне, Абай, Амур, Юстик, Красноярка, Тюгурюк, Синій Яр, Власьєво. Майже усі вони розташовані при впадінні в Коксу її приток і носять їхні назви.
Басейн Кокси також лежить переважно в межах Усть-Канського і Усть-Коксинського районів; лише верхів’я її лівої складової річки Нічної знаходяться на крайньому півдні Чариського району Алтайського краю.
Удовж Кокси від села Амур до Усть-Кокси пролягає регіональна автодорога Р373 Туекта — Усть-Кан — Усть-Кокса — Тюнгур. Вона відгалужується від федеральної автодороги М52 Новосибірськ — монгольський кордон (Чуйський тракт) неподалік від Туекти, і спочатку прямує на захід через Ябоган до Усть-Кана, де повертає на південь і удовж річки Абай дістається села Амур на березі Кокси. Звідси дорога прямує на схід і південний схід лівим берегом Кокси і Катуні через Усть-Коксу до села Тюнгур. Ця дорога, яка лише місцями має тверде покриття, є єдиним транспортним сполученням району Кокси і верхньої Катуні із зовнішнім світом.
Початково ця автодорога повинна була замикати коло, прямуючи від Тюнгура лівим берегом Катуні на схід і північ і знову виходячи до Чуйського тракту в районі села Іня. Будівництво цього останнього відрізку траси, який міг би удвічі скоротити шлях до Горно-Алтайська, триває з 1995 року, але станом на 2009 рік все ще залишається незакінченим.
Від трасі Р737 неподалік від села Амур відгалужується дорога на південний захід, яка досягає села Соузар на березі малої лівої притоки Кокси тієї же назви. В селі дорога розгалужується. Одна з доріг уходить вверх по Коксі направо, перетинає її по мосту вище впадіння річки Карагай і удовж Карагаю досягає однойменного села в його середній течії. Звідси існує ґрунтова дорога на захід через Карагайські перевали (1664 м) до казахстанського кордону.
Друга дорога уходить по лівому берегу Кокси вниз по течії і перетинає її по мосту біля села Банне, в якому і закінчується. 
Ще один міст через річку існує в Усть-Коксі. Також існує кілька поромних переправ. В багатьох місцях за низькою води машина може перетнути Коксу вбрід.